# Microcharis phyllogramme
Microcharis phyllogramme är en ärtväxtart som först beskrevs av René Viguier, och fick sitt nu gällande namn av Schrire, Du Puy och Jean-Noël Labat. Microcharis phyllogramme ingår i släktet Microcharis och familjen ärtväxter. Inga underarter finns listade i Catalogue of Life.